# Ibrahim Meer
Pour les articles homonymes, voir Meer.
Nair Ibrahim Meer Abdulrahman (arabe : ابراهيم مير عبدالرحمن) (né le 16 juillet 1967) est un joueur de football international émirati, qui évoluait au poste de défenseur.
Son frère jumeau, Eissa, était également footballeur.

## Biographie

### Carrière en sélection
Avec l'équipe des Émirats arabes unis, il participe à la Coupe du monde de 1990. Lors du mondial organisé en Italie, il joue trois matchs : contre la Colombie, l'Allemagne et la Yougoslavie.
Il dispute également les Coupes d'Asie des nations de 1988 et de 1992.
Il joue enfin 13 matchs comptant pour les qualifications des coupes du monde de 1990 et de 1994.

## Palmarès
Sharjah SC
| - Championnat des Émirats arabes unis (3) : - Champion : 1988-89, 1993-94 et 1995-96. - Vice-champion : 1997-98. - Coupe des Émirats arabes unis (1) : - Vainqueur : 1990-95 et 1994-95. |  | - Coupe du golfe des clubs champions : - Finaliste : 1991. |